# Пён Ён Тхэ
Пён Ён Тхэ (кор. 변영태?, 卞榮泰?; 15 декабря 1892,  Пучхон, Корея — 10 марта 1969, Сеул, Южная Корея) — южнокорейский поэт и государственный деятель, премьер-министр Республики Корея (1954).

## Биография
Окончил филологический факультет японского Университета Кэйо. В 1917—1945 гг. — учитель английского языка в средней школе. В 1945 г. становится профессором в Университете Кореи.
- 1949—1951 гг. — посол в Японии и на Филиппинах,
- 1951—1955 гг. — министр иностранных дел. На этом посту участвовал в работе 7-й Генеральной ассамблее ООН, установившей Северную разграничительную линию. 1 октября 1953 подписал в Вашингтоне Договор с США о взаимной обороне. Возглавлял делегацию своей страны на Женевском совещании 22 мая 1954 г. по вопросу объединения Кореи,
- июнь-ноябрь 1954 г. — премьер-министр Южной Кореи.

После падения Первой республики находился в оппозиции к правящему режиму. В 1962 г. получил почетную докторскую степень Университета Корея в области литературы.